# Fonte d'Ovile
La Fonte d'Ovile è un bacino idrico storico di Siena, situato in via Baldassare Peruzzi appena fuori dalla Porta a Ovile.

## Storia e descrizione
La fonte risale al 1262 ed è caratterizzata da una doppia arcata ogivale che introduce alla grande vasca, utilizzata per l'abbeveraggio e come lavatoio.